# جمال الزبدة
جمال محمد الزِبدة "أبو أُسامة" (مواليد غزّة 1956 - اُغتيل في غزّة 12 أيار 2021) هو مهندس ميكانيك فلسطيني، ولد بمدينة غزة، يحمل الدكتوراه في الهندسة الميكانيكية في تخصص الطيران المدني. كان عضوًا قيادياً في كتائب الشهيد عز الدين القسام، الجناح العسكري لحركة المقاومة الإسلامية (حماس) الفلسطينية، وأشرف على مشروع تطوير صناعة الصواريخ في وحدة التصنيع في كتائب القسام. رفض البقاء في الولايات المتحدة والعمل هناك كأستاذ جامعي على الرغم من حصول عائلته على الجنسية الأمريكية، وأتيحت له الفرصة ليعيش حياة الرفاهية والصفاء. لكنه غادر الولايات المتحدة وبدأ رحلة طويلة إلى غزة انتهت باستشهاده، وذاع صيته بعد اغتياله في معركة سيف القدس.

## سيرته

### نشأته وتعليمه
ولد جمال الزبدة في مدينة غزة عام 1956، لعائلة فلسطينية لاجئة تعود أصولها إلى مدينة يافا المحتلة، درس الزبدة المرحلتين الأساسية والثانوية في مدارس مدينة غزة، وتلقى تعليمه الجامعي في الولايات المتحدة الأميركية، ونال درجة البكالوريوس في الهندسة المدنية من معهد فيرجينيا للفنون التطبيقية عام 1981، وتمكن من الحصول على درجة الماجستير ثم الدكتوراه في العلوم الهندسية والميكانيكا من ذات الجامعة، وبرع في مجال محرِّكات الطائرات، وتمكَّن من تطوير نموذجًا تحليليًا جديدًا حول تأثير الحركة وسرعة الصوت لأجنحة دلتا (Delta Wings). وله أبحاث علمية محققة تتعلق بتطوير محركات الطائرات، وهي منشورة في مجلات علمية مرموقة. عمل أيضاً في إدارة المشروعات والإشراف عليها، وهو متخصّص في ميكانيكا الموائع والمكونات الهيدروليكية، وديناميكا الموائع الحسابية والديناميكا الهوائية، ومجال الهندسة الإنشائية، وتطوير البرمجيات. كما عمل باحثًا في وكالة ناسا بالولايات المتحدة الفترة (1987-1989)، وباحثًا مشاركًا في العلوم الهندسية والميكانيكا في جامعة فيرجينيا للفنون التطبيقية عام 1991، ومحاضرًا في التكنولوجيا الميكانيكية في جامعة الإمارات ومنسقًا للمناهج في ذات الجامعة، إلا أنه قرر عام 1994 العودة إلى غزة.
التحق الدكتور المهندس جمال الزبدة في الجامعة الإسلامية بمدينة غزة في عام 1994، وأسس وترأس قسم الهندسة الميكانيكية فيها، وعمل أستاذًا مساعدًا في قسم الهندسة المدنية في كلية الهندسة بين عامي (1994-2001). فيما عمل أستاذًا للعلوم الهندسية والميكانيكا، وعميدًا لبرنامج خدمة المجتمع والتعليم المستمر، وكان مسؤولاً عن عددٍ من مشاريع التدريب والتطوير داخل قطاع غزة في قطاعات مختلفة منها: الإدارة الصحية والآثار والبيئة والتعليم الجامعي. كما نَشِطَ على الصعيد النقابي، وكان أمين صندوق نقابة المهندسين في قطاع غزة لمدة ثلاث سنوات.
يقول أحد تلاميذه، الباحث سعد الوحيدي، إنه في ذات يوم سأله ممازحاً: "عم (أبو أسامة) حدّ بسيب أمريكا وبيرجع على غزة؟"، فأجابه: "هذه البلاد أمانة وقضية يا سعد، ومَن عنده انتماء لقضيته لا أمريكا ولا 1000 أمريكا تغريه".
تزوج جمال ورزق بثلاثة أولاد وبنتان.

### الانضمام لصفوف المقاومة
انضم لحركة حماس وأصبح عضوًا في كتائب القسام في تسعينيات القرن الماضي من خلال عبد العزيز الرنتيسي، وعمل في تطوير القدرات العسكرية لكتائب القسام منذ عام 2006، وكان مدى صواريخها في ذلك الحين لا يتعدى 30 كيلومترا ووصلت مدياتها في عام 2009 إلى 35 كلم، وفي عام 2021 لتغطّي كلّ الأراضي المحتلة. كان يعمل في الخفاء على عين قائد أركانها، محمد الضيف، لتطوير قدراتها العسكرية، مترأسًا مجموعة مهندسين وخبراء محلّيين للعمل معه في “دائرة التصنيع العسكري”، يعملون ليل نهار لتحويل الموارد الشحيحة في قطاع غزة إلى أدوات متقدّمة تواجه جيش الاحتلال.
الزبدة الذي خرّج أجيالًا كثيرة من المهندسين الأكاديميين، واستقطب سرّاً المئات منهم ليعملوا في البرنامج السرّي للمقاومة؛ لتطوير أدواتها العسكرية وخاصة فيما يتعلّق بالصواريخ والطائرات المسيّرة، وتعرض جمال الزبدة لمعاناة شديدة ومطاردة مزدوجة من أجهزة الأمن التابعة للسلطة الفلسطينية وأجهزة أمن الاحتلال؛ إذ اعتقلته أجهزة أمنية السلطة عام 2004، وكان يضطر وأهل بيته لمغادرة منزله كلما حدث تصعيد ميداني من الاحتلال تجنبًا لقصفه وهم فيه. وأصبح في دائرة الاستهداف الصهيوني.
قالت سجى الزبدة إن والدها كان "صامتا وسرياً" و"قال لها: "عندما أصبح شهيداً، ستعرفِ ما فعله والدك".

## اغتياله
جرت أول محاولة لاغتيال الدكتور الزبدة في أخر أيام الحرب على غزة 2012 وفشلت، حيث قصف الاحتلال منزله، ثم حاولت إسرائيل مرة أخرى اغتياله حين قصفت مسكنه في حرب 2014. وتمكن جيش الاحتلال الإسرائيلي من اغتياله وابنه القسامي أسامة في قصف لمنزل كانا يتواجدان فيه أثناء حرب معركة “سيف القدس” في 12 مايو عام 2021.
علق الكاتب فراس أبو هلال على ارتقاء العالم الفلسطيني وقال: "بحجم السماء سلام عليك، تركت أمريكا وشهاداتك العليا وعملك في مصانعها، وعدت إلى سجن كبير يحاصره الجوع والفقر والأعداء، اسمه غزة".
فيما أعلن جهاز الاستخبارات الإسرائيلي الداخلي (شين بت) قصفت المكان المُحصّن الذي كان يوجد فيه الزبدة مع عدداً من مهندسي المقاومة تحت الأرض، بأكثر من 20 صاروخاً أميركياً من نوع "GBU"، المخصَّص لاختراق الأماكن المحصّنة، ليستشهد هو ورفاقه باسم عيسى قائد لواء غزة في "الكتائب"، وجمعة طحلة الذراع الأيمن لمحمد ضيف، وكاظم الخطيب مسؤول قسم الهندسة في حماس.
وصفته وسائل إعلام إسرائيلية بأنه "صيد ثمين"، وكان يمثل قوة رئيسية في منظومة سلاح "حماس"، والمسؤول عن إنتاج وتطوير الصواريخ.

## الجوائز والتكريم
- جائزة التدريس المتميز من جامعة فيرجينيا للفنون التطبيقية في السنة الدراسية (1987-1988)[2]
- جائزة التدريس المتميز من جامعة الإمارات في السنة الدراسية (1989-1990).[2]
- الصالة الرياضية بالجامعة الإسلامية تحمل اسم الشهيد البروفسور جمال الزبدة.[15]

## وصلات خارجية
- الشهيد العالم جمال الزبدة.. مطور صواريخ "القسام" - مجلة المجتمع الكويتية
- "إذا ظن الاحتلال أن د. جمال ذهب فخلفه ألف جمال" زوجة الشهيد العالم الفلسطيني جمال الزبدة
- الشهيدان الزبدة: كواليس خلف الشخصية العسكرية | بنفسج
- "القائد السنوار يقبل رأس الشاب عبد العزيز ابن الشهيد القائد جمال الزبدة في حفل تكريم الشهداء" | X on

دراسات علمية
- A STUDY OF THE WIND ENVIRONMENT IN A CITY CENTER by Jamal M. Elzebda Virginia Polytechnic Institute 1982 (Engineering Mechanics)
- J. ELZEBDA | Islamic University of Gaza, Gaza | Department of Mechanical Engineering
- Numerical simulation of steady and unsteady, vorticity-dominated aerodynamic interference | Journal of Aircraft